# IC 1756
IC 1756 ist eine Spiralgalaxie mit ausgedehnten Sternentstehungsgebieten vom Hubble-Typ Sc im Sternbild Walfisch südlich der Ekliptik. Sie ist schätzungsweise 299 Millionen Lichtjahre von der Milchstraße entfernt und hat einen Durchmesser von etwa 125.000 Lichtjahren.

Im selben Himmelsareal befinden sich u. a. die Galaxien IC 177 und IC 1757.
Das Objekt wurde vom US-amerikanischen Astronomen Edward Emerson Barnard entdeckt.